# سيسيل آدامز
سيسيل آدامز (بالإنجليزية: Cecil Adams)‏ (و. القرن 20  م) هو مؤلف، وكاتب، وصحفي أمريكي.